# Hollis Cline
Hollis Tremaine Cline ist eine US-amerikanische Neurowissenschaftlerin bei Scripps Research (früher Scripps Research Institute).

## Leben und Wirken
Hollis Cline erwarb 1977 am Bryn Mawr College einen Bachelor in Biologie und 1985 bei Gunther S. Stent an der University of California, Berkeley, einen Ph.D. in Neurobiologie. Als Postdoktorandin arbeitete sie bei Martha Constantine-Paton an der Yale University und bei Richard W. Tsien an der Stanford University.
1990 übernahm Cline eine erste Lehrtätigkeit (Assistant Professor) an der University of Iowa, 1994 am Cold Spring Harbor Laboratory (CSHL). Hier stieg sie 1997 zum Associate Professor auf, 1998 erhielt sie eine ordentliche Professur, 2002 bis 2006 war sie Forschungsdirektorin am CSHL. 2008 wechselte Cline an das Scripps Research Institute (heute Scripps Research), seit 2016 ist sie Co-Chair der Abteilung für Neurowissenschaften bei Scripps Research. Sie ist (Stand 2023) Hahn Professor of Neuroscience und Direktorin des Dorris Neuroscience Center. An der University of California, San Diego, hat sie zusätzlich eine außerordentliche Professur (Adjunct Professor) inne.
Ihre Forschungsgruppe befasst sich mit der neuronalen Plastizität: Welchen Einfluss haben Erfahrungen und Gehirnaktivität für den Umbau des Gehirns während Entwicklung und Altern? Welche Rolle spielen visuelle Eindrücke auf die synaptische Plastizität und die Erholung nach Verletzung visueller Schaltkreise? Stellen extrazelluläre Vesikel Abbildungen intrazellulärer Kommunikation im Rahmen von synaptischer Plastizität und Erkrankungen des Nervensystems dar? Ihre Ergebnisse konnten das Verständnis verschiedener Krankheiten deutlich verbessern, darunter Autismus und Schizophrenie.
Cline gehört zu den Herausgebern von Frontiers in Neural Circuits, Journal of Developmental Neurobiology und Neural Development. Sie hat laut Google Scholar einen h-Index von 63, laut Datenbank Scopus einen von 54 (jeweils Stand September 2024).

## Auszeichnungen (Auswahl)
- 2012 Fellow der American Association for the Advancement of Science[4]
- 2022 Mitglied der National Academy of Sciences[5]
- 2023 Mitglied der American Academy of Arts and Sciences[6]